# شهرستان وین (جورجیا)
شهرستان وین، جورجیا (به انگلیسی: Wayne County, Georgia) یک سکونتگاه مسکونی در ایالات متحده آمریکا است که در جورجیا واقع شده‌است.